# Ardisia procera
Ardisia procera là một loài thực vật có hoa trong họ Anh thảo. Loài này được Capuron mô tả khoa học đầu tiên năm 1963.